# 3742 Sunshine
A 3742 Sunshine (ideiglenes jelöléssel 1981 EQ27) a Naprendszer kisbolygóövében található aszteroida. Schelte J. Bus fedezte fel 1981. március 2-án.